# Mariano Alonso Pérez
Mariano Alonso Pérez y Villagrosa – hiszpański malarz tworzący na przełomie XIX i XX wieku. 
Rozpoczął swoją artystyczną edukację na Akademii Sztuk Pięknych w Saragossie i kontynuował w Szkole Malarstwa, Rzeźby i Grawerstwa w Madrycie. Później przeniósł się do Rzymu, gdzie zaznajomił się z techniką akwareli. W 1889 r. przeniósł się do Paryża, gdzie mieszkał jego brat, kompozytor Luis Alonso. W Paryżu wykonał kilka bardzo modnych w tym okresie prac w stylu Ludwika XVI, których sprzedaż powoliła mu na dostanie życie. Od 1910 roku zaczął interesować się tematyką społeczną w malarstwie. W 1914 roku, co zbiegło się z początkiem I wojny światowej, zdecydował się na powrót do Hiszpanii, aby osiedlić się w Madrycie, mieście, w którym zmarł w 1930 roku.